# Ledøje-Smørum
Ledøje-Smørum é um município da Dinamarca, localizado na região oriental, no condado de Copenhaga.
O município tem uma área de 31 km² e uma  população de 10 525 habitantes, segundo o censo de 2005.